# Идиллия на ферме
«Идиллия на ферме» (фр. Une idylle à la ferme, 1912) — французский художественный фильм Макса Линдера.

## Сюжет
Макс ищет себе жену. Он встречается с девушкой на выданье из буржуазной семьи, живущей в деревне. Родители хотят сначала пристроить старшую дочь, а младшую переодевают служанкой. Однако Макс ухаживает за младшей. На этой почве возникает ряд недоразумений.

## Художественные особенности
Этому малосодержательному фильму также не хватает комических эффектов. Но его недостатки искупаются хорошими натурными съемками.

## В ролях
- Макс Линдер — Макс
- Сюзи Депси

## Интересные факты
- Многие ошибочно считали, что Чаплин создал свою Солнечную сторону под влиянием «Идиллии на ферме» Макса Линдера, поскольку во французском прокате фильм Чаплина назывался «Идиллией в полях».[1]